# انارستان (بابل)
انارستان، روستایی است از توابع بخش بابل‌کنار شهرستان بابل در استان مازندران ایران.

## جمعیت
این روستا در دهستان بابل‌کنار قرار دارد و براساس سرشماری مرکز آمار ایران در سال ۱۳۸۵، جمعیت آن ۶۳۵ نفر (۱۴۶خانوار) بوده‌است.

## موقعیت
این روستا در میانه دشتی معتدل و مرطوب، در ۱۴ کیلومتری جنوب شهر بابل است.
طول جغرافیائی آن ۵۲ درجه و ۴۳ دقیقه، عرض جغرافیائی آن ۳۶ درجه و ۲۵ دقیقه و ارتفاع آن از سطح دریا ۴۰ متر است.
رودخانه بابل رود که از شمال خاور سلسله جبال البرز، سرچشمه گرفته از باختر آبادی گذشته و به دریای خزر می ریزد.

## جایگاه اجتماعی اقتصادی
زبان مردم فارسی با گویش مازندرانی و دین آن‌ها اسلام، (شیعه) می‌باشد .
کارو پیشه روستا کشاورزی، دامداری و کارگری است.
مهمترین فراورده این روستا برنج و مرکبات است.
این روستا دارای اجرای طرح هادی.مجموعه فرهنگی ورزشی، دبستان، شورای ده، دهیاری،پایگاه مقاومت بسیج. حمام، 3 باب مغازه، ، مسجدصاحب الزمان و غریبان بغیع و تکیه دو باب است.

## طبیعت
رستنی‌ها آن: گیاهان گل گاوزبان، گل بنفشه و بارهنگ، که کاربرد داروئی دارند و پوشش گیاهی برای چرای دام.
بر خلاف نام این روستای زیبا این روستا درخت انار خیلی کم دارد و بیشتر جمعیت آن از طریق پرورش میوه‌ی ترش پرتغال کسب درآمد میکنند
جانوران: شال، خی، خی گوش و تَشی

## منبع
1. ↑  درگاه ملی آمار ایران